# Eitel Friedrich von Zollern
Eitel Friedrich der Jüngere von Zollern (* 1454; † 27. Juni 1490, Montfoort) war ein Admiral in holländischen Diensten.
Er war der dritte Sohn von Jobst Nikolaus von Hohenzollern (1433–1488) und dessen Frau Agnes von Werdenberg-Heiligenberg (1434–1467).

## Leben
Eitel Friedrich ging als Gefolgsmann von Maximilian I. nach Holland, um einen Aufstand der Flamen zu bekämpfen. Er wurde 1488 Nachfolger von Philipp von Kleve-Ravenstein, der auf die Seite der Aufständischen gewechselt war. Er starb während der Belagerung von Montfoort.
Er ist nicht der einzige Zollern, der in diesem Krieg starb; schon vorher starben seine jüngeren Brüder Friedrich Albrecht am 16. Juli 1483 als kaiserlicher Oberst bei der Belagerung von Utrecht und Friedrich Johann am 18. November 1483 als kaiserlicher Oberst in der Schlacht von Dendermonde.